# Wilkus (jezioro)
Wilkus – jezioro w Polsce w województwie warmińsko-mazurskim, w powiecie węgorzewskim, w gminie Pozezdrze.

## Położenie
Jezioro leży na Pojezierzu Mazurskim, w mezoregionie Wielkich Jezior Mazurskich, w dorzeczu Sapina–Węgorapa–Pregoła. Znajduje się około 15 km w kierunku południowo-wschodnim od Węgorzewa, na zachód od osady Wilkus. Do jeziora wpada od wschodu, od strony jeziora Gołdapiwo rzeka Sapina, która wcześniej mija śluzę Przerwanki. Na północnym zachodzie zbiornika znajduje się przewężenie, za którym znajduje się jezioro Brżąs.
Dno jest mało urozmaicone. Brzegi na wschodzie są wysokie, na południu i zachodzie niskie. W otoczeniu znajdują się lasy, pola i łąki, miejscami podmokłe.
Zgodnie z typologią abiotyczną zbiornik wodny został sklasyfikowany jako jezioro o wysokiej zawartości wapnia, o dużym wypływie zlewni, niestratyfikowane, leżące na obszarze Nizin Wschodniobałtycko-Białoruskich (6b).
Jezioro leży na terenie obwodu rybackiego jeziora Stręgiel w zlewni rzeki Węgorapa – nr 9, jego użytkownikiem jest Polski Związek Wędkarski. Znajduje się na terenie Obszaru Chronionego Krajobrazu Krainy Wielkich Jezior Mazurskich o łącznej powierzchni 85 527,0 ha.

## Morfometria
Według danych Instytutu Rybactwa Śródlądowego powierzchnia zwierciadła wody jeziora wynosi 96,5 ha. Średnia głębokość zbiornika wodnego to 1,8 m, a maksymalna – 5,5 m. Lustro wody znajduje się na wysokości 116,5 m n.p.m. Maksymalna długość jeziora to 2160 m, a szerokość 900 m. Długość linii brzegowej wynosi 7400 m.
Często jeziora Wilkus i Brżąs traktowane są jako jedno jezioro o nazwie Wilkus. Według takiego założenia zgodnie z danymi Instytutu Rybactwa Śródlądowego powierzchnia zwierciadła wody wynosi 136,2 ha. Średnia głębokość zbiornika wodnego to 1,4 m, a maksymalna – 5,6 m. Lustro wody znajduje się na wysokości 116,5 m n.p.m. Objętość jeziora wynosi 1894,8 tys. m³. Inne dane uzyskano natomiast poprzez planimetrię tak rozumianego jeziora na mapach w skali 1:50 000 według Państwowego Układu Współrzędnych 1965, zgodnie z poziomem odniesienia Kronsztadt. Otrzymana w ten sposób powierzchnia zbiornika wodnego to 107,5 ha, a wysokość bezwzględna lustra wody – 116,3 m n.p.m.

## Przyroda
W skład pogłowia występujących ryb wchodzą m.in. szczupak, płoć, sandacz, okoń, leszcz, lin, karaś, jaź i węgorz. Roślinność przybrzeżna to głównie trzcina, występują też stanowiska pałki wąskolistnej. Wśród nierównomiernie rozłożonej roślinności zanurzonej występują m.in. wywłócznik, rogatek i jaskier krążkolistny. Największe skupiska znajdują się w zatoce w zachodniej części akwenu. Można spotkać także następujące gatunki: moczarka, strzałka wodna oraz grążel żółty.